# Porcellio eserensis
Porcellio eserensis es una especie de crustáceo isópodo terrestre de la familia Porcellionidae.

## Distribución geográfica
Es endémica de El Hierro (España).